# 南部実光
南部 実光（なんぶ さねみつ）は、鎌倉時代中期の御家人。南部氏2代当主。

## 略歴
南部光行の次男として誕生。
承久3年（1221年）の承久の乱では、武田信光、小笠原長清、小山朝長等と北条泰時の軍に加わり宇治川で戦っている。史料における初見としては、嘉禎4年（1238年）、4代将軍・藤原頼経が上洛した際に随兵を務めたこと、建長4年（1252年）には、新たな将軍として迎えられた宗尊親王の鶴岡八幡宮参詣の供奉人を嫡男の時実と共に務めたことが『吾妻鏡』に記されている。
この時代、既に将軍は傀儡化して権力を喪失しつつあり、権限は得宗に集中していった。栄達を望む御家人達は、陪臣であるはずの御内人として得宗に近侍することを望むようになった。実光もその一人であり、柔軟な処世術によって権力を掌握していた北条時頼に接近していった。
文応元年（1261年）、鎌倉由比ヶ浜で的始めの儀式が催され、時頼嫡男の時宗が臨監を担当した。この儀式で実光は工藤光泰や小笠原彦次郎と共に奉行として参加し、時宗の脇を固めていた。弘長3年（1263年）の時頼臨終の際には、尾藤景氏、宿屋光則ら他の得宗被官らと共に臨席し、時頼の看病を行った。『吾妻鏡』のこれらの記述から、実光は御内人に昇進して幕府内に相応の地位を築いていたこと、時流に乗るのに長けていた人物であったことと考えられている。